# Kemaliye
Kemaliye là một huyện thuộc tỉnh Erzincan, Thổ Nhĩ Kỳ. Huyện có diện tích 1094 km² và dân số thời điểm năm 2007 là 5231 người, mật độ 5 người/km².